# Mesjid (Tangan-Tangan)
Mesjid is een bestuurslaag in het regentschap Aceh Barat Daya van de provincie Atjeh, Indonesië. Mesjid telt 290 inwoners (volkstelling 2010).